# 大隅高須駅
大隅高須駅（おおすみたかすえき）は、鹿児島県鹿屋市高須町にかつて設置されていた、日本国有鉄道（国鉄）大隅線の駅（廃駅）である。大隅線の廃止に伴い、1987年（昭和62年）3月14日に廃駅となった。

## 歴史
- 1915年（大正4年）7月11日：南隅軽便鉄道高須 - 鹿屋間の開業に伴い、高須駅として開業[1]。
- 1916年（大正5年）5月30日：南隅軽便鉄道が大隅鉄道に社名を変更。
- 1923年（大正12年）12月19日：大隅鉄道古江 - 高須間の延伸開業に伴い、中間駅となる。
- 1935年（昭和10年）6月1日：大隅鉄道が国有化[1]。古江線となり、大隅高須駅に改称[1]。
- 1936年（昭和11年）10月23日：古江線の路線名改称により、古江西線の駅となる。
- 1938年（昭和13年）10月10日：1,067 mm軌間への改軌工事完成、古江東線と古江西線を合わせて古江線とする。
- 1960年（昭和35年）12月20日：貨物取扱い廃止[1]。
- 1972年（昭和47年）9月9日：志布志駅 - 国分駅間全通に伴い古江線が大隅線に改称され、大隅線の駅となる。
- 1984年（昭和59年）2月1日：荷物扱い廃止[1]。業務委託解除、駅無人化[2]。
- 1987年（昭和62年）3月14日：大隅線の全線廃止に伴い、廃駅となる[1]。

## 駅構造
- 単式ホーム1面1線と側線1本を有する列車交換不能駅であったが、駅舎とホームは離れていた。現在鹿屋市が旧高須トンネルの高須駅側坑口に設置した大隅線の説明板では、トンネル坑口に近接して置かれた片面ホームと、トンネルから出た単線がY字分岐に変更可能な配線がされた改軌後の写真が掲示されている。
  - 1967年6月の時刻表では、当駅で旅客列車同士が交換しているダイヤが記載されているため、その当時は交換設備があったと考えられる。
- 委託駅であった。

## 廃止後の現状
- 駅跡は公民館になっており、記念碑が建立されている。
- 高須駅跡構内への入り口には、消防の倉庫があり、構内跡は公園となっている。

※ともに2009年現在。

## 隣の駅
日本国有鉄道
大隅線
大隅野里駅 - 大隅高須駅 - 荒平駅
- 1938年に改軌されるまで、大隅野里駅との間に滝ノ観音駅が、荒平駅との間に金浜駅がそれぞれ存在した。